# Vladimír Šafránek
Vladimír Šafránek (známý jako Vláďa Šafránek; 13. června 1972, Most, Československo – 18. září 2018) byl český zpěvák a autor písniček. Hrál v kapele Harlej a zakládal skupinu Walda Gang, natočil i vlastní sólová alba.

## Život
Vladimír Šafránek zpíval v sedmnácti letech v kapele Autogen, což ho velmi bavilo. Později se dostal ke skupině Brain, jejíž muzika mu ale příliš neseděla. Proto s Tondou Rauerem, s kterým si padli do oka, sepsali nějaké nové písně a vydali s Brain v roce 1994 novou desku Příliv. Kapela se ale brzy rozpadla. Vláďa Šafránek měl v zásobě nějaké nové písně, jako Volání krve nebo Toník a Vládík, což vedlo k založení skupiny Harlej, s kterou vydal v letech 1995 až 2004 šest alb. Potom ale odešel a v roce 2006 natočil svoje sólové album Velryba. Následně založil skupinu Walda Gang, s kterou vydal v roce 2007 stejnojmenné album. V roce 2011 mezitím vydal ještě druhé sólové album Buccaneer. V roce 2012 vydal s Walda Gangem ještě album Svařák hop hej a v roce 2018 Je tu léto. Už v červnu 2016 ale musela skupina Walda Gang odvolat všechny koncerty kvůli zhoršení zdravotního stavu Vládi potýkajícího se s plicní hypertenzí a ten už se skupinou nekoncertoval. Kvůli zdravotním problémům zemřel 18. září 2018 ve věku 46 let na plicní hypertenzi.

## Diskografie
Vladimír Šafránek se podílel na albech:
Kapela Brain:
- 1994 – Příliv[3]
- 2019 – Miluju a miluju

Kapela Harlej:
- 1995 – Aj mena ou bejby hel[3]
- 1997 – Harlej krišna[3]
- 1998 – Harlejova kometa[3]
- 2000 – Zastavte tu vodu[3]
- 2002 – Musíme se pochválit máme auto z m(M)ostu[3]
- 2004 – Když chválím tak sebe[3]

Kapela Walda Gang:
- 2007 – Walda Gang[8]
- 2012 – Svařák hop hej[5]
- 2018 – Je tu léto[5]

Sólová alba:
- 2006 – Velryba[3]
- 2011 – Buccaneer[4]